# Blackford, Compton Pauncefoot
Blackford är en by i civil parish Compton Pauncefoot, i enhetskommunen Somerset, i grevskapet Somerset, i England. Byn är belägen 15 km från Yeovil. Blackford var en civil parish fram till 1933 när blev den en del av Compton Pauncefoot. Civil parish hade 80 invånare år 1931. Byn nämndes i Domedagsboken (Domesday Book) år 1086, och kallades då Blacheford/Blachafort.